# Liv Tyler
Liv Rundgren Tyler (nascida Liv Rundgren; Nova Iorque, 1 de julho de 1977) é uma atriz e ex-modelo norte-americana. Ela é filha do vocalista do Aerosmith, Steven Tyler, e da modelo Bebe Buell. Liv Tyler começou uma carreira na modelagem com 14 anos de idade, entretanto, concentrou-se sua carreira na atuação em menos de um ano. Depois de sua estreia no cinema em Silent Fall (1994), ela apareceu em papéis secundários nos filmes Empire Records (1995), Heavy (1996) e That Thing You Do! (1996). Liv mais tarde obteve reconhecimento crítico no papel principal em Stealing Beauty (1996) de Bernardo Bertolucci, interpretando uma adolescente visitando os amigos de sua falecida mãe na Itália. Ela seguiu atuando em papéis secundários, incluindo Inventing the Abbotts (1997) e Cookie's Fortune.
Tyler alcançou o reconhecimento internacional ao interpretar Arwen Undómiel na trilogia O Senhor dos Anéis (2001-2003). Ela também apareceu em uma gama eclética de filmes, incluindo: Jersey Girl, uma comédia de 2004; Lonesome Jim, uma comédia dramática independente de 2005; e Reign Over Me, um drama de 2007. Ela também participou de filmes de estúdio de grande orçamento, como: Armageddon (1998), The Strangers (2008) e The Incredible Hulk (2008).
Em 2014, Tyler fez sua estreia na televisão, atuando em uma papel recorrente em The Leftovers, uma série da HBO.
Ela atuou como Embaixadora da Boa Vontade do Fundo das Nações Unidas para a Infância (UNICEF) para os Estados Unidos em 2003, e como porta-voz da linha de perfumes e cosméticos da Givenchy.

## Vida pessoal
Liv só descobriu que Steven Tyler era seu pai aos 11 anos. Antes disso, pensava que seu pai era o músico Todd Rundgren, namorado de sua mãe na época. Por esse motivo ela foi registrada como Liv Rundgren, mudando-o para Liv Tyler quando conheceu o verdadeiro pai. Liv tem, no entanto, uma ótima convivência com Todd e Steven e considera que tem dois pais.
Tyler namorou o ator Joaquin Phoenix durante 3 anos. Eles se conheceram durante as filmagens de Inventing the Abbotts (br: Círculo de Paixões), onde contracenaram. Em 1998, conheceu seu ex-marido Royston Langdon, vocalista da banda inglesa Spacehog. Tyler e Royston ficaram noivos em 2001, e se casaram em março de 2003, numa cerimônia secreta no Caribe, e têm um filho nascido em dezembro de 2004, Milo William Langdon. Separaram-se em maio de 2008, continuando amigos. Atualmente Liv namora o agente de futebol David Gardner com quem têm um filho nascido dia 11 de fevereiro de 2015, Sailor Gene Gardner, e uma filha, Lula Rose Gardner, nascida em julho de 2016. David tem um filho fruto de seu casamento com Davinia Taylor, Grey Gardner de 7 anos.
Liv é descendente de Italianos, Alemães, Poloneses, Ingleses e Afro-Americanos.

## Filmografia

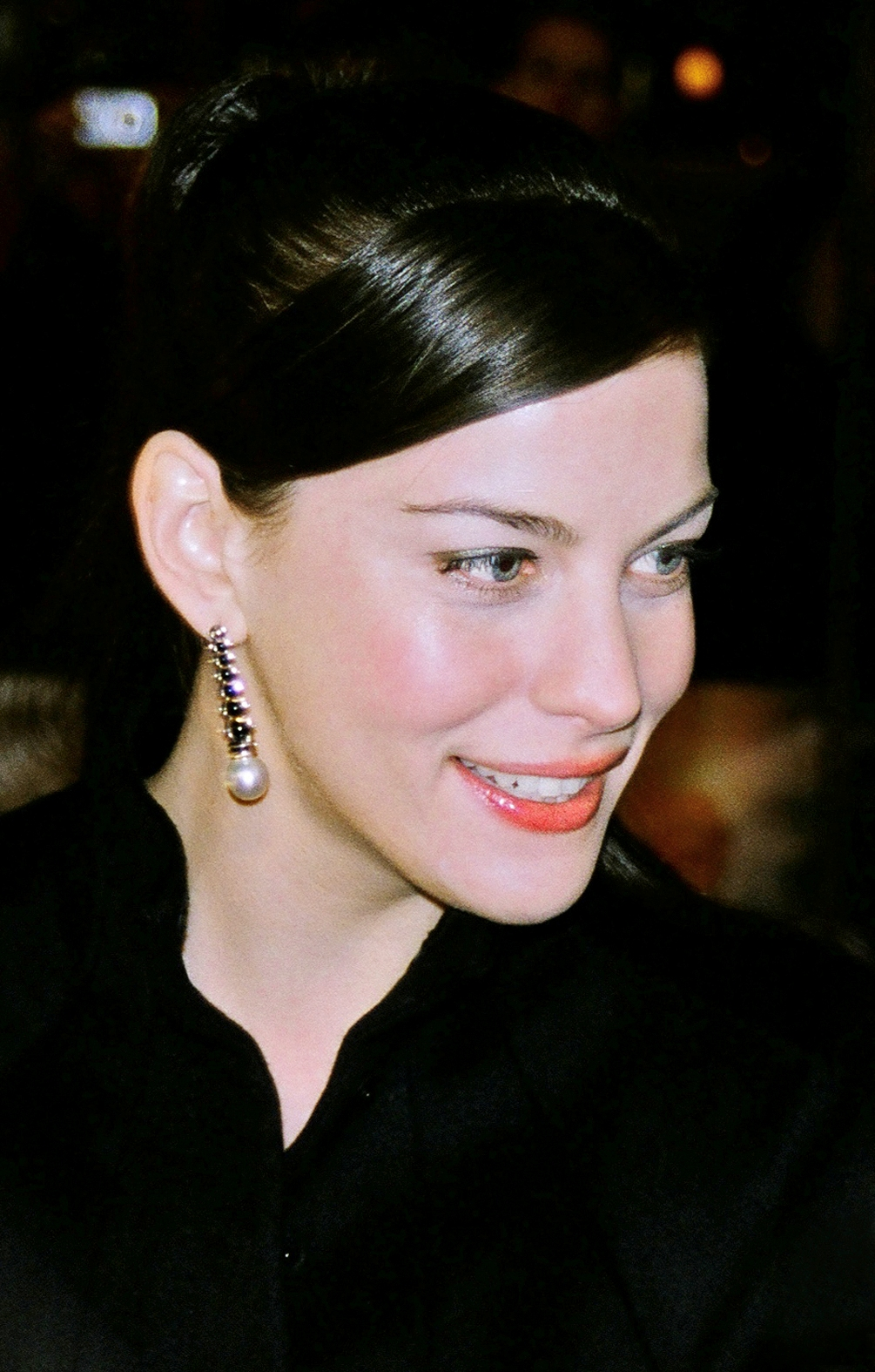
2003

- 1994 - Silent Fall (br: Testemunha do silêncio)
- 1995 - Heavy (br: Paixão Muda)
- 1995 - Empire Records
- 1996 - That Thing You Do! (br: The Wonders - O Sonho Não Acabou)
- 1996 - Stealing Beauty (br: Beleza Roubada)
- 1997 - Reviravolta
- 1997 - Inventing the Abbotts (br: Círculo de Paixões)
- 1998 - Armageddon
- 1999 - Onegin (br: Paixão Proibida)
- 1999 - Cookie's Fortune (br: A Fortuna de Cookie)
- 1999 - Plunkett & MacLeane
- 2000 - Dr. T and the Women (br: Dr. T e as Mulheres)
- 2001 - The Lord of the Rings: The Fellowship of the Ring (br: O Senhor dos Anéis - A Sociedade do Anel)
- 2001 - One Night at McCool's (br: Que Mulher é Essa?)
- 2002 - The Lord of the Rings: The Two Towers (br: O Senhor dos Anéis - As Duas Torres)
- 2003 - The Lord of the Rings: The Return of the King (br: O Senhor dos Anéis - O Retorno do Rei)
- 2004 - Jersey Girl (br: Menina dos Olhos)
- 2005 - Lonesome Jim
- 2007 - Reign Over Me (br: Reine Sobre Mim)
- 2008 - The Incredible Hulk (br: O Incrível Hulk)
- 2008 - Smother (br: Casamento em Dose Dupla)
- 2008 - The Strangers (br: Os Estranhos)
- 2011 - Super
- 2011 - The Ledge
- 2012 - Robot and Frank
- 2014 - The Leftovers (série de televisão)
- 2014 - Space Station 76 (br: Sem Gravidade...Sem cérebro...)
- 2014 - Jamie Marks Is Dead (br: Jamie Marks está Morto)
- 2019 - Ad Astra (br: Ad Astra: Rumo às Estrelas)

### Televisão
- 2020 - 9-1-1: Lone Star - Cap. Michelle Blake

## Prêmios e indicações
| Ano  | Prêmio                          | Categoria                         | Indicação                                         | Resultado | Ref.  |
| ---- | ------------------------------- | --------------------------------- | ------------------------------------------------- | --------- | ----- |
| 1996 | YoungStar Award                 | Melhor Atriz em Filme Dramático   | Stealing Beauty                                   | Indicado  | [ 6 ] |
| 1998 | MTV Movie Award                 | Melhor Atriz                      | Armageddon                                        | Indicado  | [ 6 ] |
| 1998 | MTV Movie Award                 | Melhor Dupla (com Ben Affleck)    | Armageddon                                        | Indicado  | [ 6 ] |
| 1998 | Blockbuster Entertainment Award | Melhor Atriz em Ficção Científica | Armageddon                                        | Indicado  | [ 6 ] |
| 1999 | Russian Guild of Film Critics   | Melhor Atriz Estrangeira          | Onegin                                            | Indicado  | [ 6 ] |
| 2001 | Phoenix Film Critics Society    | Melhor Elenco                     | The Lord of the Rings: The Fellowship of the Ring | Venceu    | [ 6 ] |
| 2001 | Screen Actors Guild Award       | Melhor Elenco em Cinema           | The Lord of the Rings: The Fellowship of the Ring | Indicado  | [ 6 ] |
| 2002 | Online Film Critics Society     | Melhor Elenco                     | The Lord of the Rings: The Two Towers             | Venceu    | [ 6 ] |
| 2002 | Phoenix Film Critics Society    | Melhor Elenco                     | The Lord of the Rings: The Two Towers             | Venceu    | [ 6 ] |
| 2002 | Screen Actors Guild Award       | Melhor Elenco em Cinema           | The Lord of the Rings: The Two Towers             | Indicado  | [ 6 ] |
| 2003 | Critics' Choice Award           | Melhor Elenco                     | The Lord of the Rings: Return of the King         | Venceu    | [ 6 ] |
| 2003 | National Board of Review        | Melhor Elenco                     | The Lord of the Rings: Return of the King         | Venceu    | [ 6 ] |
| 2003 | Phoenix Film Critics Society    | Melhor Elenco                     | The Lord of the Rings: Return of the King         | Indicado  | [ 6 ] |
| 2003 | Screen Actors Guild Award       | Melhor Elenco em Cinema           | The Lord of the Rings: Return of the King         | Venceu    | [ 6 ] |
| 2008 | Scream Award                    | Melhor Atriz em Filme de Terror   | The Strangers                                     | Venceu    | [ 7 ] |
| 2008 | Teen Choice Award               | Atriz Escolhida: Horror/Thriller  | The Strangers                                     | Indicado  | [ 8 ] |